# Karl Wennberg (konstnär)
Karl Wennberg, född 6 januari 1933 i Berlin, död 12 september 2007 i Katarina församling, Stockholm
,var en svensk målare, grafiker och tecknare.
Wennberg studerade vid Warszawa Konstakademi 1958 och läste vid Konsthögskolan Valand 1961–1966 där han medverkade med etsningar i Valandsportföljen. Han medverkade med pasteller vid en grupputställning på Galerie Catharina i Stockholm 1957 som följdes av samlingsutställningar i Kungälv och Steningsund. Han medverkasde i en samlingsutställning till förmån för ett Fritt Spanien som visades i Visby 1966 och separat har han ställt ut i Stockholm och Göteborg. Han var verksam inom olja, akvarell, teckning och grafik. Målandet fortsatte han med fram till sin död år 2007. 

## Utställningar i urval
- Gallerie S:t Paul i Stockholm 1970
- Galleri 54 i Göteborg 1971
- Galleri Heland 1973 i Stockholm
- Galleri 44 i Stockholm 1978
- Gallerie Sassi 1984 i Stockholm